# 中国政协 (杂志)
《中国政协》杂志由中国人民政治协商会议全国委员会主管、中国人民政治协商会议全国委员会办公厅主办，面向中华人民共和国境内外公开发行。中国政协杂志社是中国人民政治协商会议全国委员会办公厅直属事业单位。

## 简介
1951年4月，周恩来批准创办《中国人民政治协商会议全国委员会会刊》，是中国人民政治协商会议全国委员会机关主办的内部刊物。文革期间被迫停刊。粉碎“四人帮”后，于1978年5月复刊，定名《政协会刊》，性质是中国人民政治协商会议全国委员会内部的公报性刊物。 
1980年11月，创办《学习参考资料》。1994年12月，创办《地方政协工作通讯》。2000年1月，经全国政协办公厅批准，上述三种刊物合并为《中国政协》杂志，向国内外发行，李瑞环题写刊名。2002年9月，中央编办批复成立《中国政协》杂志社。同年12月，《中国政协》杂志社成立大会召开。2006年7月6日，社委会成立。2009年3月，中央编办等部委批复《中国政协》杂志社转为财政补助事业单位。2011年1月，《中国政协》由月刊改为半月刊，《中国政协》（半月刊）正式出版发行。此外，还先后出版了各种专刊、会刊。办刊方针为“立足政协，服务统战，面向社会”。主要读者是全国各级政协委员和政协工作者，各民主党派、工商联、各族各界精英，内容以宣传中国共产党领导的多党合作和政治协商制度，人民政协的性质、地位及作用，各级政协组织和政协委员履职实践为主，属于时政类综合性新闻期刊。
中国政协传媒网2012年由中国政协杂志社创办，2014年1月28日新版正式上线。该网站的理念是“网站向杂志借力，杂志向网站延伸”，设有新闻、理论、履职、人物、健康、文化、书画七个频道和视频库、资料库、图片库。

## 历任领导
| 社长 - 王军（？—？） - 刘春声（？—？） 副社长 - 王君光（？—） | 总编辑 - 李劼（？—？） - 刘春声（？—？） - 周北川（2008年12月—2014年5月） - 翟有林（2014年—） 副总编辑 - 沈晓昭（？—？） - 周北川（2005年12月—2008年12月） - 姚振寰（？—？） |